# Elster Noire
Pour les articles homonymes, voir Elster et Elster (rivière).
L'Elster Noire, en allemand Schwarze Elster, est une rivière d'Allemagne orientale, longue de 179 km et un affluent de l'Elbe.

## Géographie
Elle traverse les Länder de Saxe, Brandebourg et Saxe-Anhalt.
Elle prend sa source dans la Haute-Lusace, près d'Elstra, et se jette dans l'Elbe à Elster.
Elle arrose les villes de Kamenz, Hoyerswerda, Senftenberg, Lauchhammer, Elsterwerda, Bad Liebenwerda, Herzberg et Jessen.